# Imbabura Sporting Club
Le Imbabura Sporting Club est un club équatorien de football basé à Ibarra.

## Palmarès
- Championnat d'Équateur de football D2
  - Vainqueur : 2006 (Groupe B)